# Émile Grison
Pour les articles homonymes, voir Grison.
Gabriel Émile Grison S.C.I., né le 25 décembre 1860 à Saint-Julien-sous-les-Côtes et mort le 13 février 1942 à Stanleyville (Congo belge), est un missionnaire français qui est le premier vicaire apostolique de Stanley Falls au Congo belge.

## Biographie
Émile Grison est ordonné prêtre le 30 novembre 1883 pour les déhoniens. Le Père Grison est envoyé en 1888 comme missionnaire à Quito, en Équateur, première mission ad gentes des prêtres du Sacré-Cœur. En 1896, après la révolution franc-maçonne de 1895, la mission de Quito doit être abandonnée.
Le père Grison est envoyé à Stanley Falls en 1897 par son supérieur Léon Dehon, fondateur de la Congrégation, pour y commencer une nouvelle mission. La superficie attribuée aux prêtres du Sacré-Cœur par la Sacrée Congrégation De Propaganda Fide de Rome est 6,5 fois plus grande que la Belgique. Des lettres que le Père Grison a envoyées à son supérieur général, il émerge comme un pionnier pratiquement équipé qui, en un an, érige les premiers bâtiments de la mission sur une zone défrichée de 5 hectares. Il nomme la mission «Saint Gabriel» d'après son second patron. Il apprend la langue locale kiswahili, le père Grison est en bons termes avec la tribu locale des Wagenias (ethnie bantoue), les «rois du ruisseau», qui l'impressionnent pour leur dextérité avec leurs  embarcations dans les eaux des chutes. Moins bonne est sa relation avec les Bakumus, chasseurs qui vivent en guerre contre les colons et pratiquent le cannibalisme ; ainsi ils tuent l'un des enfants confiés à Grison pour le manger dans la forêt le 31 mars 1898. À la Noël 1898, le Père Grison célèbre sa première messe dans la petite chapelle Saint-Gabriel du poste missionnaire qui deviendra l'un des foyers catholiques les plus importants du Congo, l'actuel archidiocèse de Kisangani. Le pape le nomme le 4 août 1904 préfet apostolique de Stanley Falls. Le 12 mars 1908,  Pie X le nomme évêque titulaire (in partibus) de Sagalassus (de) et vicaire apostolique de Stanley Falls. Le cardinal Gotti O.C.D. préfet de la Propaganda Fide, le consacre évêque le 11 octobre suivant, assisté d'Abel Gilbert, évêque émérite du Mans, et de Raffaele Virili, évêque in partibus de Troas.
Il prend sa retraite le 28 mars 1933. Camille Verfaillie lui succède.